# Zwarte spreeuw
De zwarte spreeuw (Sturnus unicolor) is een vogel uit de familie van de spreeuwachtigen (Sturnidae) uit de orde van de zangvogels (Passeriformes).

## Kenmerken
De lichaamslengte van de zwarte spreeuw verschilt niet van de gewone spreeuw en bedraagt ongeveer 19-22 cm, alleen is deze vogel in zijn zomerkleed ongevlekt zwart met een purperen glans, die in de zon onder bepaalde hoeken groenachtig lijkt. Vrouwtjes in winterkleed hebben in hun eerste winter lichte vlekken op hun rug, hun buik en hun dekveren aan de onderkant van de staart (Duits: Unterschwanzdecken?). In hun eerste zomer hebben zowel mannetjes- als vrouwtjesdieren deze lichte vlekken aan de dekveren van de onderkant van de staart. De kop van de vogels is meestal ongevlekt. De snavel van het mannetje is in de zomer felgeel, de poten roze-achtig. In de winter zijn zowel de snavel als de poten echter donker.

## Zang
Net als spreeuwen kunnen zwarte spreeuwen lang achtereen zingen, maar het geluid dat ze hierbij maken is vaak duidelijker, scherper, krachtiger, langgerekter en rollender.

## Eetgewoontes
Zwarte spreeuwen zijn omnivoren. Zij eten ongewervelde dieren, afval en bessen.

## Sociaal gedrag
Het zijn sociale dieren. In de winter kunnen zij flinke zwermen vormen.

## Broedgedrag
Zij broeden in holtes in bomen, in gebouwen en op randen van steile rotsen. Meestal legt het vrouwtje vier eieren.

## Verspreiding

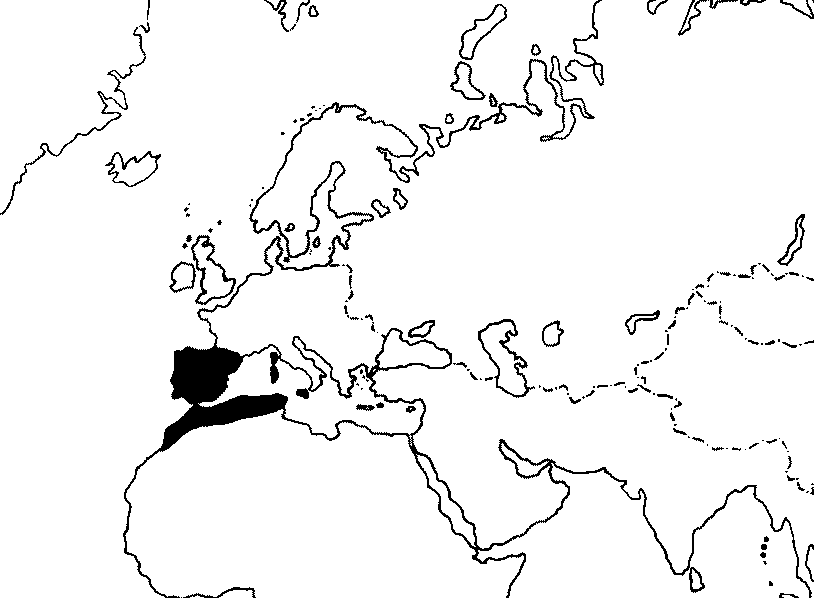
Het oorspronkelijke verspreidingsgebied van de zwarte spreeuw

De zwarte spreeuw leeft in de buurt van menselijke nederzettingen en tuinen, soms ook in olijvenboomgaarden en op klippen, als die tenminste nestmogelijkheden bieden. Het verspreidingsgebied van de zwarte spreeuw sluit in het noorden aan op dat van de spreeuw. De zwarte spreeuw is op het Iberisch Schiereiland en aan de noordwestkust van het Afrikaanse continent een standvogel. Ook komt hij op Sicilië, Sardinië en Corsica voor. De zwarte spreeuw is geen trekvogel.